# Pielęgniczka Nijssena
Pielęgniczka Nijssena (Apistogramma nijsseni) – gatunek słodkowodnej ryby z rodziny pielęgnicowatych (Cichlidae). Hodowany w akwariach.

## Występowanie
Północno-wschodnie Peru, dorzecze Amazonki.

## Opis
Długość do 8 cm. Samica mniejsza. Samiec z niebiesko-turkusowym połyskiem, samica żółta z czarnym deseniem.
| Zalecane warunki w akwarium | Zalecane warunki w akwarium                                |
| --------------------------- | ---------------------------------------------------------- |
| Zbiornik                    | min. 60 cm długości, gęsto obsadzony korzeniami, z grotami |
| Temperatura wody            | 25–26 °C                                                   |
| Twardość wody               | miękka, 2–10°n                                             |
| Skala pH                    | 5,5–7,0                                                    |
| Pokarm                      | drobny żywy                                                |